# Nystalea obliquata
Nystalea obliquata är en fjärilsart som beskrevs av William Schaus. Nystalea obliquata ingår i släktet Nystalea och familjen tandspinnare. Inga underarter finns listade i Catalogue of Life.